# سارا بونیچی
سارا بونیچی (به انگلیسی: Sarah Bonnici) (زاده ۳۰ مهٔ ۱۹۹۸) خواننده اهل مالت است.
او نماینده مالت در یوروویژن ۲۰۲۴ بود.